# Diócesis de San José de Antique
La diócesis de San José de Antique (en latín: Dioecesis Sancti Iosephi de Antiquonia, en inglés: Roman Catholic Diocese of San Jose de Antique y en tagalo: Diyosesis ng San Jose de Antique) es una circunscripción eclesiástica de la Iglesia católica en Filipinas. Se trata de una diócesis latina, sufragánea de la arquidiócesis de Jaro. Desde el 7 de enero de 2019 su obispo es Marvyn Abrea Maceda.

## Territorio y organización
La diócesis tiene 2552 km² y extiende su jurisdicción sobre los fieles católicos de rito latino residentes en la región de Bisayas Occidentales en la provincia de Antique en la isla Panay.
La sede de la diócesis se encuentra en la ciudad de San José de Buenavista, en donde se halla la Catedral de San José Obrero.
En 2020 en la diócesis existían 25 parroquias.

## Historia
La prelatura territorial de San José de Antique fue erigida el 24 de marzo de 1962 con la bula Novae cuiusque del papa Juan XXIII, obteniendo el territorio de la arquidiócesis de Jaro.
El 15 de noviembre de 1982 la prelatura territorial fue elevada a diócesis con la bula Cum Decessores del papa Juan Pablo II.

## Estadísticas
Según el Anuario Pontificio 2021 la diócesis tenía a fines de 2020 un total de 479 140 fieles bautizados.
| Año                                                                             | Población            | Población | Población      | Sacerdotes | Sacerdotes    | Sacerdotes    | Bautizados por sacerdote | Diáconos permanentes | Religiosos | Religiosos | Parroquias |
| Año                                                                             | Bautizados católicos | Total     | % de católicos | Total      | Clero secular | Clero regular | Bautizados por sacerdote | Diáconos permanentes | Varones    | Mujeres    | Parroquias |
| ------------------------------------------------------------------------------- | -------------------- | --------- | -------------- | ---------- | ------------- | ------------- | ------------------------ | -------------------- | ---------- | ---------- | ---------- |
| 1970                                                                            | 212 000              | 311 878   | 68.0           | 50         | 1             | 49            | 4240                     |                      | 49         | 45         |            |
| 1980                                                                            | 245 500              | 348 000   | 70.5           | 40         | 10            | 30            | 6137                     |                      | 31         | 59         | 24         |
| 1990                                                                            | 289 636              | 412 000   | 70.3           | 44         | 24            | 20            | 6582                     |                      | 26         | 49         | 24         |
| 1999                                                                            | 304 678              | 431 713   | 70.6           | 44         | 35            | 9             | 6924                     |                      | 14         | 95         | 24         |
| 2000                                                                            | 318 822              | 453 245   | 70.3           | 46         | 37            | 9             | 6930                     |                      | 14         | 96         | 24         |
| 2002                                                                            | 336 186              | 479 761   | 70.1           | 48         | 38            | 10            | 7003                     |                      | 16         | 93         | 24         |
| 2003                                                                            | 344 311              | 491 635   | 70.0           | 37         | 27            | 10            | 9305                     |                      | 16         | 95         | 24         |
| 2004                                                                            | 358 010              | 511 196   | 70.0           | 38         | 27            | 11            | 9421                     |                      | 19         | 95         | 24         |
| 2010                                                                            | 405 000              | 574 000   | 70.6           | 44         | 34            | 10            | 9204                     |                      | 16         | 63         | 24         |
| 2014                                                                            | 436 000              | 618 000   | 70.6           | 50         | 43            | 7             | 8720                     |                      | 14         | 65         | 25         |
| 2017                                                                            | 457 820              | 648 370   | 70.6           | 54         | 47            | 7             | 8478                     |                      | 13         | 87         | 25         |
| 2020                                                                            | 479 140              | 678 500   | 70.6           | 58         | 53            | 5             | 8261                     |                      | 14         | 87         | 25         |
| Fuente: Catholic-Hierarchy, que a su vez toma los datos del Anuario Pontificio. |                      |           |                |            |               |               |                          |                      |            |            |            |

## Episcopologio
- Henricus Cornelius De Wit, M.H.M. † (12 de abril de 1962-9 de agosto de 1982 renunció)
- Raul José Quimpo Martirez (5 de enero de 1983-16 de marzo de 2002 renunció)
- Romulo Tolentino de la Cruz † (16 de marzo de 2002-14 de mayo de 2008 nombrado obispo de Kidapawan)
- Jose Romeo Orquejo Lazo (21 de julio de 2009-14 de febrero de 2018 nombrado arzobispo de Jaro)
- Marvyn Abrea Maceda, desde el 7 de enero de 2019